# Varkaus
Varkaus (1929-ig Warkaus) Savolax tartomány középső részén fekvő iparváros és finn község. Kelet-Finnországban található, Észak-Savo régióban. A község lakossága 21 876 főt tesz ki, akik 524,49 négyzetkilométernyi területen élnek. Ebből 138,45 négyzetkilométer vízfelület. A népsűrűség 56,67 fő/négyzetkilométer.
A város területén fekszik a Varkaus repülőtér.
A város a Saimaa-tó partján fekszik. A városon a Saimaa-csatorna folyik keresztül. A város a 19. században vált ipari központtá, miután megalapították a A. Ahlström papírmalmot. A finn polgárháború idején a terület a "vörösök" kezébe került, de félreeső helyzete okán hamarosan a fehérek vették ismét birtokukba. A Fehér gárda tagjai minden tizedik vörös gárdista katonát lemészárolták.
Az 1914-ben épült Techdas hotel épületében működik napjainkban a Varkausi Múzeum. A csatorna múzeum a Taipale-csatorna közelében található. A városi színházban kortárs műveket és klasszikus darabokat állítanak színpadra a helyi rendezők. A színház 1913 óta működik. A város melletti tavon elektromos hajókkal lehet túrákra indulni.
A Härkämäki csillagvizsgáló a tenger szintje fölött 60 méteres magasságban fekszik.
A korábban önálló település, Kangaslampi 2005. január elseje óta tartozik a városhoz.
A város részei a következők:
- Kaura-aho
- Käpykangas
- Kuoppakangas
- Lehtoniemi
- Puurtila
- Taipale
- Luttila
- Könönpelto
- Kangaslampi
- Kurola
- Hasinmäki
- Häyrilä
- Päiviönsaari
- Peltola

## Testvérvárosi kapcsolatok
| - Luan, Kína - Nakskov, Dánia - Rjukan, Norvégia - Sandviken, Svédország | - Petrozavodszk, Oroszország - Rüsselsheim, Németország - Pirna, Németország - Zalaegerszeg |

## Fordítás
Ez a szócikk részben vagy egészben  a   Varkaus című angol Wikipédia-szócikk ezen változatának fordításán alapul.  Az eredeti cikk szerkesztőit annak laptörténete sorolja fel. Ez a jelzés csupán a megfogalmazás eredetét és a szerzői jogokat jelzi, nem szolgál a cikkben szereplő információk forrásmegjelöléseként.